# Associação Americana (século XIX)
A American Association (AA)  foi uma liga profissional de beisebol que existiu por 10 temporadas de 1882 até 1891. Durante este período,  desafiou a  Liga Nacional (NL) pela dominância no beisebol profissional. Juntamente com a NL, a AA participou das primeiras versões da  World Series sete vezes. No final de seu funcionamento, várias franquias da AA se juntaram à NL.
Durante sua existência, a AA foi sempre referida na mídia simplesmente como "a Associação", em contraste com a NL que era chamada de "a liga"

## História
A Associação Americana se distinguiu em diversas maneiras do que era considerada a puritana  Liga Nacional. A nova liga estabeleceu times em que os líderes da LN chamavam pejorativamente de "cidades do rio", incluindo Pittsburgh, Cincinnati, Louisville e  St. Louis, com a implicação inerente de menor moralidade ou normas sociais naquelas cidades. Apesar dos preconceitos na LN, a AA oferecia ingressos mais baratos, jogos aos Domingos e bebidas alcoólicas aos seus clientes.:p.55 Como tal, a Associação Americana foi primeira liga profissional de esportes do mundo projetada para competir com a concorrência acomodando melhor o trabalhador comum e atender o espectador do esporte.
Em 8 de Novembro de 1881, no Gibson House em Cincinnati, foi decidido que os times que operariam na liga a ser criada tratariam de seus próprios assuntos e estabeleceriam os valores de seus ingressos, sob um acordo chamado "sistema de garantia". A LN naquela época proibia a venda de álcool em seus campos, enquanto a AA não tinha restrições, especialmente devido ao fato de diversos de seus times serem bancados por cervejarias e destilarias. A AA se tornou conhecida como "A Liga da Cerveja e do Uísque", outro termo pejorativo aplicado pelos proprietários dos times da LN, o que parecia não incomodar os fâs dos clubes da Associação.
Se iniciando em 1884 e continuando até 1890, o campeão da AA enfrentava o campeão da LN na primeira versão da World Series. Estas primeiras World Series eram menos organizadas do que a versão moderna, tendo apenas três jogos disputados em 1884 (Providence bateu o New York por três jogos a zero), em outras versões quinze jogos disputados como em 1887 (Detroit bateu o St. Louis por dez jogos a cinco), e as disputas de 1885 e 1890 terminaram empatadas, com cada time vencendo três jogos e um jogo empatado..A LN venceu quatro destas séries, enquanto a AA venceu apenas uma em 1886 quando o St. Louis Browns (agora St. Louis Cardinals) bateu o Chicago White Stockings (agora Chicago Cubs).
Durante seu tempo de existência, a AA foi enfraquecida por diversos fatores. Uma delas foi a tendência de alguns de seus times migrar para a LN. A LN era consistentemente mais forte e estava em melhores condições de sobreviver a situações adversas. Alguns proprietários de times da AA também possuiam times da LN.:p.58 O golpe mais significativo sofrido pela AA foi a criação da Players' League, uma terceira grande liga formada em 1890, que tirou jogadores talentosos da AA bem como receitas de bilheteria. Em uma ocorrência histórica rara, o Brooklyn Bridegrooms  (agora o Los Angeles Dodgers) venceu o campeonato da liga e representou a AA em 1889 na World Series, se transferiu para a LN durante a pré-temporada e então repetiu a mesma façanha.
Nenhum jogador que passou a maioria de sua carreira na AA está no Hall of Fame. O legado vivo da velha Associação está no grupo de times que se transferiu para a Liga Nacional. O Pirates se mudou para a LN na temporada de 1886, o Bridegrooms/Dodgers e o Cincinnati Reds depois da temporada de 1889 e o Browns/Cardinals depois da extinção da AA em 1891. Seguindo a reorganização e contração da LN de 12 times para 8 em 1900, metade dos oito times sobreviventes eram membros da AA. Diversos estãdios da AA sobreviveram até os anos 1960: o estádio usado em 1891 pelo Washington se tornou o  Griffith Stadium; a casa do St. Louis Browns, Sportsman's Park; e o estádio do Reds, se transformou no Crosley Field que foi o que restou fisicamente da AA, além dos próprios clubes, quando foi substituído pelo Riverfront Stadium na metade dos anos 1970.
Três dos times que se transferiram da AA para a LN após a temporada de 1891, o Los Angeles Dodgers, o  Cincinnati Reds e o St. Louis Cardinals, tiveram mais de 10.000 vitórias nas grandes ligas. Entretanto, em Agosto de 2009, o Cardinals afirmou que 700+ vitórias somadas neste total enquanto eram membros da AA seriam removidas de seus registros pois achavam que apenas vitórias acumuladas depois do time ter se juntado a LN deveriam contar no total. Não há, no entanto, um movimento em andamento para o que time reconsidere esta posição.

## Vencedores das flâmulas da AA
- 1882 Cincinnati Red Stockings
- 1883 Philadelphia Athletics
- 1884 New York Metropolitans (perdeu a World Series, 3-0 para o Providence Grays NL)
- 1885 St. Louis Browns (empatou a World Series, 3-3-1 com Chicago NL)
- 1886 St. Louis Browns (venceu a World Series 4-2 sobre o Chicago NL)
- 1887 St. Louis Browns (perdeu a World Series 10-5 para o Detroit NL)
- 1888 St. Louis Browns (perdeu a World Series 6-2 para o New York NL)
- 1889 Brooklyn Bridegrooms (perdeu a World Series 6-3 para o New York NL)
- 1890 Louisville Colonels (empatou a World Series 3-3-1 com o Brooklyn NL)
- 1891 Boston Reds

## Franquias da American Association
| Franquia | Nome da franquia com todos apelidos registrados |
| Anos     | Anos em que a franquia esteve ativa na AA       |
| Estádio  | Estádio em que a franquia jogava                |
| Títulos  | Quantos títulos a franquia ganhou na AA         |
| †        | Franquia se juntou à Liga Nacional              |
| §        | Franquia se transferiu para a Players' League   |

| Franquia                                                    | Anos      | Estádio                                                     | Títulos | Notas                                                         | Ref                         |
| ----------------------------------------------------------- | --------- | ----------------------------------------------------------- | ------- | ------------------------------------------------------------- | --------------------------- |
| Baltimore Orioles†                                          | 1882–1891 | Newington Park/Oriole Park I, II, III                       | 0       |                                                               | [ 7 ] [ 8 ] [ 9 ] [ 10 ]    |
| Cincinnati Red Stockings†                                   | 1882–1889 | Bank Street Grounds/League Park I                           | 1       | Esta franquia ainda existe como Cincinnati Reds               | [ 11 ] [ 12 ] [ 13 ]        |
| Louisville Colonels†                                        | 1882–1891 | Eclipse Park I                                              | 1       |                                                               | [ 14 ] [ 15 ]               |
| Philadelphia Athletics                                      | 1882–1890 | Oakdale Park/Jefferson Street Grounds                       | 1       |                                                               | [ 16 ] [ 17 ] [ 18 ]        |
| Pittsburgh Alleghenys/Pirates†                              | 1882–1886 | Exposition Park I, II/Recreation Park                       | 0       | Esta franquia ainda existe como Pittsburgh Pirates            | [ 19 ] [ 20 ] [ 21 ]        |
| St. Louis Brown Stockings/Browns†                           | 1882–1891 | Sportsman's Park I                                          | 4       | Esta franquia ainda existe como St. Louis Cardinals           | [ 22 ] [ 23 ]               |
| Columbus Buckeyes                                           | 1883–1884 | Recreation Park I                                           | 0       |                                                               | [ 24 ] [ 25 ]               |
| New York Metropolitans                                      | 1883–1887 | Polo Grounds I/Metropolitan Park/St. George Cricket Grounds | 1       |                                                               | [ 26 ] [ 27 ] [ 28 ] [ 29 ] |
| Brooklyn Bridegrooms\|Brooklyn Atlantics/Grays/Bridegrooms† | 1884–1889 | Washington Park/Ridgewood Park II                           | 1       | Esta franquia ainda existe como Los Angeles Dodgers           | [ 30 ] [ 31 ] [ 32 ]        |
| Indianapolis Hoosiers                                       | 1884      | Seventh Street Park I/Bruce Grounds                         | 0       |                                                               | [ 33 ] [ 34 ] [ 35 ]        |
| Richmond Virginia(n)s                                       | 1884      | Allen Pasture                                               | 0       |                                                               | [ 36 ] [ 37 ]               |
| Toledo Blue Stockings                                       | 1884      | League Park                                                 | 0       |                                                               | [ 38 ] [ 39 ]               |
| Washington Nationals                                        | 1884      | Athletic Park                                               | 0       |                                                               | [ 40 ] [ 41 ]               |
| Cleveland Spiders†                                          | 1887–1889 | Kennard Street Park                                         | 0       |                                                               | [ 42 ] [ 43 ]               |
| Kansas City Cowboys                                         | 1888–1889 | Association Park/Exposition Park                            | 0       |                                                               | [ 44 ] [ 45 ] [ 46 ]        |
| Columbus Solons                                             | 1889–1891 | Recreation Park II                                          | 0       |                                                               | [ 47 ] [ 48 ]               |
| Brooklyn Gladiators                                         | 1890      | Ridgewood Park II/Polo Grounds III                          | 0       |                                                               | [ 49 ] [ 32 ] [ 50 ]        |
| Rochester Broncos/Hop Bitters                               | 1890      | Culver Field I/Polo Grounds III                             | 0       |                                                               | [ 51 ] [ 52 ]               |
| Syracuse Stars                                              | 1890      | Star Park II                                                | 0       |                                                               | [ 53 ] [ 54 ]               |
| Toledo Maumees                                              | 1890      | Speranza Park                                               | 0       |                                                               | [ 55 ] [ 56 ]               |
| Boston Reds§                                                | 1891      | Congress Street Grounds                                     | 1       | Se transferiu para a Players' League após a temporada de 1890 | [ 57 ] [ 58 ]               |
| Cincinnati Kelly's Killers                                  | 1891      | East End Park                                               | 0       | Também referido como Reds and the Porkers                     | [ 59 ] [ 60 ]               |
| Milwaukee Brewers                                           | 1891      | Athletic Park                                               | 0       |                                                               | [ 61 ] [ 62 ]               |
| Philadelphia Athletics§                                     | 1891      | Forepaugh Park                                              | 0       | Se transferiu para a Players' League após a temporada de 1890 | [ 63 ] [ 64 ]               |
| Washington Senators†                                        | 1891      | Boundary Field                                              | 0       |                                                               | [ 65 ] [ 66 ]               |

## Linha do tempo
1. O Washington Statesmen de 1884 foram substituídos durante a temporada pelo Richmond Virginians.
2. Na temporada de 1891, o Philadelphia Athletics foi substituído pelo Philadelphia Quakers da Player's League.
3. O Cincinnati Kelly's Killers de 1891 foi substituído durante a temporada pelo Milwaukee Brewers.

- 1882-AA formada com seis times
- 1883-AA expande para oito times
- 1884-AA expande para doze times em resposta à ameaça da Union Association
- 1885-AA returna a oito times
- 1887-Allegheny ("Pittsburgh Alleghenys") deixa a AA para se juntar a NL
- 1889-Cleveland Spiders deixa a AA para se juntar a NL
- 1890-Cincinnati Red Stockings e o Brooklyn Bridegrooms deixam a AA e se juntam a NL
- 1892-Baltimore Orioles, Louisville Colonels, St.Louis Browns e Washington Senators se juntam a Liga Nacional depois do fim da AA

## Presidentes da AA
- H. D. McKnight (1882–85)
- Wheeler C. Wyckoff (1886–89)
- Zach Phelps (1890)
- Allan W. Thurman (1890–91)
- Louis Kramer (1891)
- Ed Renau (1891)
- Zach Phelps (1891)